# Tabitha Babbitt
Sarah Babbitt (9 de diciembre de 1779, Hardwick, Massachusetts - 10 de diciembre de 1853, Harvard, Massachusetts), también conocida como Tabitha Babbitt, fue una de las primeras shakers estadounidenses, creadora e inventora de herramientas.

## Trayectoria

### Fabricante de herramientas e inventora
A Babbitt se le atribuye la invención de la primera sierra circular que se utilizó en un aserradero en 1813. Según los shakers, Babbitt observaba cómo unos hombres utilizaban la sierra de dos manos, difícil de manejar, cuando notó que la mitad del movimiento se desperdiciaba. Propuso crear una cuchilla redonda para aumentar la eficiencia. La sierra circular se conectó a una máquina hidráulica para reducir el esfuerzo de cortar madera. La primera sierra circular que supuestamente hizo está en Albany, Nueva York. En el verano de 1948, una versión de la sierra de Babbitt, construida según sus especificaciones, se expuso en una exhibición sobre los shakers en Fenimore House en Cooperstown, N.Y., como préstamo del Museo del Estado de Nueva York.
A Babbitt también se le atribuye la invención de un proceso para la fabricación de dientes postizos y una cabeza de rueca mejorada. También supuestamente inventó el clavo sin cabeza, aunque los shakers también atribuyen la invención a Eli Whitney, que no era shaker. Babbitt nunca patentó ninguno de sus inventos.

## Controversia sobre la invención de la sierra circular
Debido a que Babbitt no patentó su sierra circular y la referencia a su invención solo existe en la tradición shaker, existe controversia sobre si ella fue la verdadera primera inventora de esta sierra. Según algunos informes, dos franceses patentaron la sierra circular en los Estados Unidos después de leer sobre la sierra de Babbitt en documentos shaker. M. Stephen Miller argumenta que Babbitt no pudo ser la inventora de la sierra circular, a la vista de la fecha en que se unió a la secta. Sostiene que la sierra circular fue inventada en Mount Lebanon Shaker Village por Amos Bishop o Benjamin Bruce en 1793.